# 动感地带
动感地带（M-Zone）是中国移动于2003年3月份正式推出的为年轻时尚人群量身定制的移动通信客户品牌，同年，中国移动邀请周杰伦成为首位代言人，并推出广告推广曲《我的地盘》。动感地带客户通过消费获得“M值”，可兑换相应礼品。

## 品牌代言人
- 潘玮柏
- SHE
- 周杰伦

## 相关链接
- 动感地带 （页面存档备份，存于）